# Adam Kaczmarzyk (1940–1969)
Adam Henryk Kaczmarzyk (ur. 4 września 1940 w Antoniowie Małym, zm. 1969 pod Warszawą) – były podoficer zawodowy Wojska Polskiego, szpieg brytyjskiego wywiadu wojskowego MI-6, skazany na karę śmierci.

## Żołnierz radiotelegrafista
Adam Kaczmarzyk karierę wojskową rozpoczął w latach 50. XX wieku. Dosłużył się stopnia podoficerskiego. Służył jako radiotelegrafista w Pułku Łączności Ministerstwa Obrony Narodowej, a następnie w 5 Pułku Łączności podległym Sztabowi Generalnemu Wojska Polskiego. Jednym z jego zadań było utrzymywanie łączności w Ministerstwie Obrony Narodowej. W 1965 roku podjął współpracę z brytyjskim wywiadem wojskowym MI-6. Przez trzy lata przekazywał tajne informacje, głównie dotyczące Układu Warszawskiego. Współpracę podjął z pobudek czysto finansowych. MI-6 za każdą informację przekazywało mu określone kwoty pieniężne. Po kilkunastu miesiącach współpracy Kaczmarzyk zwrócił uwagę kolegów, sąsiadów i przełożonych swoim życiem ponad stan. Nie stronił od alkoholu, zaczął przesiadywać w drogich restauracjach, kupował drogie alkohole. Miał słabość do kobiet, duże kwoty pieniężne przeznaczał na prostytutki. Kupił sobie drogi samochód zachodniej marki. Kontrwywiad wojskowy zainteresował się nim prawdopodobnie już w 1966 r. Oficerowie WSW zaczęli rozpracowywać Adama Kaczmarzyka, wykorzystując m.in. prostytutki będące TW. Został namierzony i sprowokowany do przekazania informacji oficerowi kontrwywiadu, podającemu się za żołnierza SIS. W międzyczasie zebrano dowody świadczące o jego szpiegowskiej działalności.

## Proces i wyrok
Prawdopodobnie jego problemy z alkoholem przyczyniły się do tego, że służby specjalne nie starały się zrobić z Kaczmarzyka podwójnego agenta. W 1968 r. został aresztowany. W dobie zimnej wojny urządzono pokazowy proces „szpiega imperialistycznego”. Podczas procesu przyznał się do winy. Sąd wojskowy za szpiegostwo na rzecz obcego wywiadu i zdradę ojczyzny skazał go na karę śmierci. Został też zdegradowany i pozbawiony wszelkich odznaczeń i przywilejów wojskowych. Izba Wojskowa Sądu Najwyższego utrzymała wyrok w mocy. Rada Państwa nie skorzystała z prawa łaski. Wyrok wykonano w 1969 r. przez rozstrzelanie na terenie warszawskiej jednostki wojskowej w Forcie Rembertowskim.